# 50-й окремий навчальний загін спеціальної підготовки (Україна)
50-й окре́мий навча́льний загі́н спеціа́льної підгото́вки (50 ОНЗ СпП, в/ч А0759) — спеціальний навчальний підрозділ Збройних Сил України, частина спеціального призначення. Частина існувала у 1992—2013 роках.

## Історія
Після розпаду СРСР у 1992 році 9-та окрема бригада спецпризначення Радянської армії перейшла під юрисдикцію України та увійшла до складу Збройних сил України.

Змагання на найкращу розвідувальну групу

Відповідно до наказу Міністра оборони України від 26 березня 1996 року № 05 і директиви МО України № Д-185/0125 9-та окрема бригада спеціального призначення перейменована в 50-й навчальний центр спеціальної підготовки Головного управління розвідки. А у грудні 2003 року — в 50-й окремий навчальний загін спеціальної підготовки, який здійснює підготовку фахівців для з'єднань і частин Головного управління розвідки МО України.
Більшість офіцерів і значна частина вихованців 50-го навчального центру брали участь миротворчих операціях в Боснії і Герцеговині, Іраку, Сьєрра-Леоне, Косовому.
В незалежній Україні в умовах мирного часу сапери-розвідники частини неодноразово виконували бойові завдання по знешкодженню вибухонебезпечних предметів, головним чином боєприпасів періоду Другої світової війни, на території Кіровоградської, Миколаївської, Черкаської областей.
Загін був розформований приблизно у жовтні 2013 року.[неавторитетне джерело]

## Командування
- (1992—1994) полковник Воронов Юрій Олександрович;
- (1994—1996) полковник Римар Володимир Михайлович;
- Сотниченко Андрій Іванович[1]
- підполковник Почерняєв Віктор Володимирович